# Gianroberto Casaleggio
Gianroberto Casaleggio (Milán, 14 de agosto de 1954-Milán, 12 de abril de 2016) fue un emprendedor italiano especialista en comunicación e internet, experto en dinámicas de la red, modelos de comercio electrónico y marketing en la web. En 2009 fue cofundador junto el con actor Beppe Grillo e ideólogo del Movimiento 5 Estrellas, en 2016 el segundo partido más votado de Italia.

## Trayectoria
Realizó sus primeros estudios en centros religiosos, posteriormente estudió informática en un instituto técnico de Milán. Casaleggio comenzó su carrera profesional en la empresa italiana Olivetti a finales de 1990, se convirtió en CEO en Webegg un equipo dedicado al posicionamiento de empresas en la red y en 2004 fundó su propia empresa de consultoría informática, Casaleggio Associates Ltd, especializada en comunicación e internet.
Desde 2005 empezó a ocuparse de la imagen del cómico y político italiano Beppe Grillo y de su blog junto a su hijo David. Lo convirtieron en uno de los más seguidos del mundo.
La colaboración entre ambos dio vida a la creación en 2009 del Movimiento 5 Estrellas transformándolo en 2016 en el segundo partido más votado en Italia. 
También fue editor del blog de Antonio Di Pietro hasta 2010 y de la página web de la editorial independiente Chiarelettere hasta 2013.

### Ideólogo del M5E
Se interesó por la política, había explicado en sus entrevistas, a causa de la indignación por la situación del país y el convencimiento de que era posible un cambio gracias a Internet. Estaba considerado como el ideólogo del movimiento pero habitualmente se situó en la sombra. Su primera intervención en un acto público político fue en Roma en 2014 en la campaña de las elecciones europeas, momento en el que ya estaba enfermo.
Su última entrevista antes de morir fue concedida al diario La Stampa reafirmando su proyecto político: sortear el marco de la democracia representativa aprovechando los canales telemático y digital. Su sueño era “dar a los italianos la consciencia de ser ciudadanos y decidir en primera persona sobre sus vidas, sin delegar en nadie más” explicó en ella y reafirmando su concepción de la red como mente colectiva.
Entre sus referentes en el pensamiento y la cultura en red de Casaleggio estaban László Barabási, Howard Rheingold, Malcolm Gladwell y Eli Pariser.
En enero de 2016 antes de su muerte, Grillo había anunciado que dejaba el grupo para volver a dedicarse al espectáculo. Casaleggio pocos días antes de su muerte utilizó el blog de Grillo para desmentir que hubiera delegado sus funciones políticas y organizativas en su hijo David como heredero. El texto se interpretó como un "testamento político". Insistía en que el M5E no es un partido de líderes y que el único liderazgo verdadero y reconocido es el de los ciudadanos que apoyan al movimiento.
"Gianroberto ha luchado hasta el final", escribió en su blog Grillo al difundirse la noticia de su muerte.
En 2014 fue operado de un tumor cerebral. Murió en abril de 2016 a causa del mismo en Milán (Italia), su ciudad natal, con 61 años.

## Vida personal
A los 20 años se casó con la británica Elizabeth Clare Birks, responsable de la traducción de manuales técnicos en la empresa Olivetti donde ambos trabajaban. En 1976 tuvieron un hijo: David, que le acompañó en el desarrollo de su empresa privada. Casaleggio tiene otro hijo, Francesco con Elena Sabina Del Monego, con quién se casó en mayo de 2014.

## Publicaciones
- Gianroberto Casaleggio, Movie Bullets. Cinema e management, Milano, Il Sole 24 ORE, 1998, ISBN 88-7187-899-X.

- Gianroberto Casaleggio, Il Web è morto, viva il Web, Milano, Pro Sources, 2001, p. 94, ISBN 88-88464-00-X.

- Gianroberto Casaleggio, WebDixit. 1000 e più citazioni dalla Rete. Pensieri e parole per un'azienda creativa, Milano, Il Sole 24 ORE, 2003, ISBN 88-8363-500-0.

- Gianroberto Casaleggio, Web ergo sum, Milano, Sperling & Kupfer, 2004, p. 93, ISBN 88-200-3822-6.

- Gianroberto Casaleggio, Beppe Grillo, Siamo in guerra. [La rete contro i partiti. Per una nuova politica], Milano, Chiarelettere, 2011, p. 188, ISBN 978-88-6190-177-3.

- Gianroberto Casaleggio, Beppe Grillo; Dario Fo, Il Grillo canta sempre al tramonto. Dialogo sull'Italia e il Movimento 5 Stelle, Milano, Chiarelettere, 2013, p. 208, ISBN 978-88-6190-429-3.

- Gianroberto Casaleggio, Insultatemi! Insulti (e risposte) dalla A alla V, Adagio eBook, 2013